# Sabina Ciuffini
Sabina Ciuffini (San Juan, 4 agosto 1950) è una showgirl e conduttrice televisiva italiana.

## Biografia
Figlia di Yvonne Giannini, e nipote del drammaturgo e politico Guglielmo Giannini (fondatore del Fronte dell'Uomo Qualunque) e del pubblicitario Augusto Ciuffini, nonché nipote dei calciatori Renato Ciuffini e Fulvio Bernardini, Sabina Ciuffini nacque in Argentina, ma nel 1954 i genitori tornarono a vivere a Roma. Iniziò la carriera televisiva apparendo in alcuni spot di Carosello sul finire degli anni sessanta. In seguito venne notata da Mike Bongiorno, che l'aveva vista all'uscita del liceo classico Giulio Cesare di Roma e la fece partecipare alle selezioni per il ruolo di "valletta parlante" del programma Rischiatutto. La Ciuffini ebbe la meglio, superando Claudia Rivelli e Dirce Bezzi.
Il suo ruolo accanto a Mike Bongiorno fu innovativo: fino ad allora, infatti, le collaboratrici del presentatore, come Edy Campagnoli, non avevano mai preso la parola durante le trasmissioni, ma con Rischiatutto furono coinvolte nei dialoghi. La svolta non si limitò al solo confronto dialettico, ma fu anche di costume: la Ciuffini indossava la minigonna, di moda tra i giovani all'epoca, ma assolutamente inedita fino ad allora nella puritana Rai. La Ciuffini affiancherà il conduttore italoamericano per tutte e cinque le edizioni del quiz, dal 1970 al 1974 e poi anche alla conduzione del Festival di Sanremo 1975.

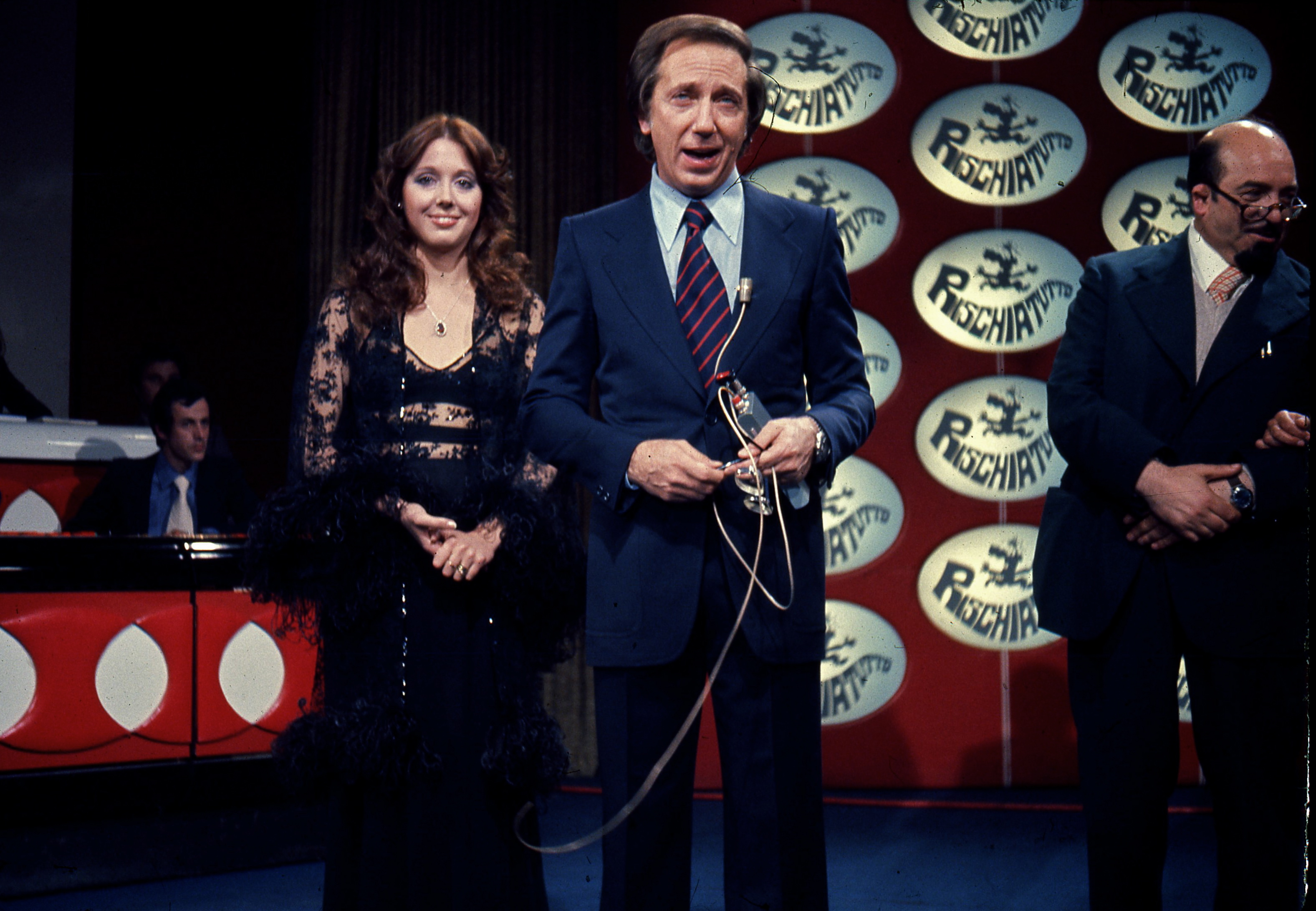
Sabina Ciuffini e Mike Bongiorno durante l'ultima puntata di Rischiatutto, 25 maggio 1974

Nel 1974 posò seminuda per l'edizione italiana di Playboy. La cosa suscitò molto scalpore tra il pubblico, soprattutto perché successivamente, disperatasi per le foto, sporse querela contro la rivista. Tuttavia, nel 1976 debuttò ufficialmente al cinema, diretta da Guido Leoni, nel film erotico Oh, mia bella matrigna, dove apparve in nudo integrale. È inoltre riconoscibile, in un piccolo ruolo non accreditato, ne I giovani tigri di Antonio Leonviola del 1967. Nel 1975 fu la valletta di Enzo Tortora a Telealtomilanese.
Sempre del 1976 la sua unica esperienza musicale: il 45 giri No, no, no pubblicato da Atlantic Records. Si trattava di una canzone erotica dal testo minimale, sul genere di Je t'aime... moi non plus, in cui Sabina Ciuffini pronunciava una serie di "no" per tutta la durata del brano, lasciando intendere stesse avvenendo un amplesso. La canzone venne scritta da Paolo Limiti su musica di Umberto Napolitano. Sul retro del 45 giri, la canzone La strega degli stessi autori.
Iniziò l'esperienza giornalistica nel 1977, con la testata TV Sorrisi e Canzoni per cui intervistava celebrità dello spettacolo, ma anche dello sport, della politica e della finanza, come Federico Fellini, Enzo Ferrari, Giulio Andreotti e Gianni Agnelli. Le sue interviste ebbero un successo inaspettato e la tiratura del settimanale superò il milione di copie.
Nel 1980 presentò Questa pazza pazza neve (edizione invernale del programma TV Giochi senza frontiere), con Claudio Lippi. Nel 1983 condusse M'ama non m'ama, assieme a Marco Predolin su Rete 4 e, nel 1985 fu insieme ad Alessandro Cecchi Paone su Rai 1 alla TV del mattino con Intorno a noi. Sempre nello stesso anno condusse anche la gara canora estiva Poker di Maggio a Sanremo, insieme con Massimo Ranieri. Successivamente si dedicò all'attività di imprenditrice.
Nel 1997 prese parte, in qualità di "esperto", ad Anima mia, trasmissione revival di Rai 2 sugli anni settanta, condotta da Fabio Fazio e Claudio Baglioni, che ottenne consensi sia di pubblico che di critica e vinse un Telegatto. Nel 1999 partecipò alla fiction televisiva Questa casa non è un albergo, in onda su Rete 4.

## Filmografia
- I giovani tigri, regia di Antonio Leonviola (1968)
- Oh, mia bella matrigna, regia di Guido Leoni (1976)
- Questa casa non è un albergo – serie TV (2000)

## Programmi televisivi
- Rischiatutto (Secondo Programma, 1970-1972; Programma Nazionale, 1972-1974)
- Un disco per l'estate (Secondo Programma, 1973-1974; Rete 2, 1976)
- Piedigrotta 1973 - Le nuove canzoni di Napoli (Secondo Programma, 1973)
- La vita è musica (RSI, 1974)
- Festival di Sanremo (Programma Nazionale, 1975)
- Scommettiamo? (Rete 1, 1976)
- Paese che vai... (Rete 1, 1977)
- Shopping (Telemontecarlo, 1977)
- Ciao, mostri (Rete 1, 1977)
- I favolosi anni '50 (Rete 2, 1978)
- Di Jazz in Jazz (Rete 1, 1978)
- È fortissimo (Telecity Piemonte, 1978)
- Mille Maglie Show (Telecity Piemonte, 1978)
- Questa pazza pazza neve (Rete 2, 1980)
- Qui Salone dell'Automobile (Italia 1, 1982)
- M'ama non m'ama (Rete 4, 1983-1984)
- M'ama non m'ama Show (Rete 4, 1984)
- Poker di Maggio (Rai 2, 1985)
- Intorno a noi (Rai 1, 1986-1988)
- Anima mia (Rai 2, 1997)
- Anima mix (Rai 2, 1997)
- Angeli sotto le stelle (Rai 1, 1997)
- Speciale Rai International (Rai International, 1997)

## Radio
- Il Mattiniere (Secondo Programma Rai, 1972)
- Un disco per l'estate (Secondo Programma Rai, 1972, 1976)

## Doppiatrici
- Vittoria Febbi in Oh, mia bella matrigna

## Discografia
- 1976 – No, no, no/La strega (Atlantic)

## Pubblicità
- Dufour (1967-1968)
- Piaggio (1968)
- Amaro Isolabella (1970)
- Dreher (1970-1971)
- Chevron Oil (1971)

## Libri
- Amore da ridere, Milano, Sperling & Kupfer, 1980, ISBN 88200-0102-0.